# 조이디
조이디(Joy D)는 대한민국의 2인조 음악 그룹이다. 1999년 정규 앨범 [For The Good Time]으로 데뷔했다.

## 방송
- 투유 프로젝트 슈가맨 3 (2020) - 44불

## 음반
- For The Good Time (1999)
- Platinum Dance 3 (2000)
- Joy - D Returns (2007)
- Walking In The Sky (2008)
- 발렌타인데이 & 화이트데이 (2010)